# Renato Bongioni
Renato Bongioni (né le 14 octobre 1941 à Brescia) est un coureur cycliste italien. Professionnel de 1963 à 1968, il a notamment été Champion du monde sur route amateur en 1962. Son fils Alessio a été coureur professionnel dans les années 1990.

## Palmarès

### Palmarès amateur
- 1958
  - Gran Premio San Gottardo
- 1961
  - Giro delle Valli Bresciane
  - 2e de la Nazionale di Santo Stefano Magra
  - 2e du Tour de Lombardie amateurs
- 1962
  -  Champion du monde sur route amateurs
  - Gran Premio Ezio Del Rosso
  - Gran Premio Industria del Cuoio e delle Pelli

### Palmarès professionnel
- 1963
  - 8e du Championnat de Zurich
- 1966
  - 3e du Tour du Nord-Ouest de la Suisse

## Résultats sur les grands tours

### Tour d'Italie
3 participations
- 1963 : abandon (12e étape)
- 1964 : 93e
- 1968 : abandon (10e étape)

### Tour d'Espagne
1 participation
- 1966 : 53e